# 侠盗联盟
《俠盜聯盟》是一部冯德伦执导、刘德华监制的中国动作冒险片，刘德华、舒淇、张静初、杨祐宁、尚·雷诺主演，並定於2017年8月11日在中国大陆和台灣上映，8月24日在香港和澳門上映。

## 剧情
讲述江洋大盗张丹联手搭档小宝、叶红，在欧洲盗取稀世珍宝“盖亚”的故事，而追捕张丹多年的法国警探皮埃尔则要将这伙盗贼一网打尽。

## 演員
| 演員          | 角色    | 備註                     |
| 刘德华        | 张丹    | 江洋大盗                 |
| 舒淇          | 叶红    | 张丹搭档                 |
| 张静初        | Amber   | 宝物鉴定师，張丹的未婚妻 |
| 杨祐宁        | 陈小宝  | 张丹搭档                 |
| 尚·雷诺       | 皮埃尔  | 法国警探                 |
| 曾志伟        | 金刚    | 张丹师父                 |
| 沙溢          | 查理·罗 | 古堡主人，富商           |
| 游天翼        | 婷婷    |                          |
| 卡雷爾·多布里 | 尤里科  | 烏克蘭買家               |

## 创作
故事的灵感来自几年前发生于戛纳电影节的盗窃案，这是冯德伦带领编剧原创的动作冒险故事，是冯德伦在执导AMC美剧《荒原》后拍摄的首部华语电影。摄影指导Shane Hurlbut曾拍摄过《终结者4》、《极品飞车》，盧·貝松御用飞车特技团队加盟剧组负责飞车场景。2016年7月在布拉格开拍，取景地包括法国、捷克、乌克兰等地。同年9月中旬杀青。

## 发行
2016年11月初，40秒长的先导预告片发布。2017年4月14日，片方宣布中国将于2017年8月11日上映。2017年6月2日，首部预告片发布。7月25日，片方发布终极海报和终极预告片。这是继《太极1从零开始》与《太极2英雄崛起》之后由冯德伦执导的第三部IMAX影片。

## 票房
中国大陆取得2.36亿人民币，香港票房551万港币。